# Antonio Janigro
Antonio Janigro (ur. 21 stycznia 1918 w Mediolanie, zm. 1 maja 1989 tamże) – włoski wiolonczelista i dyrygent.

## Życiorys
Uczył się gry na wiolonczeli u Gilberto Crepaxa w konserwatorium w Mediolanie, następnie studiował u Dirana Alexaniana i u Pau Casalsa  w École normale de musique de Paris. Debiutował w 1934 roku w Pawii. W latach 1939–1953 był wykładowcą konserwatorium w Zagrzebiu. Od 1954 do 1964 roku prowadził jako dyrygent orkiestrę symfoniczną radia zagrzebskiego. W 1954 roku założył orkiestrę kameralną I Solisti di Zagreb, z którą do 1967 roku występował jako dyrygent i solista. Od 1965 do 1967 roku dyrygował orkiestrą Angelicum w Mediolanie. W latach 1968–1971 dyrygował orkiestrą radiową w Saarbrücken. Od 1965 do 1974 roku prowadził klasę wiolonczeli w konserwatorium w Düsseldorfie. Założył Trio Lipatti, w którym grała m.in. Adriana Hölszky.
Jako dyrygent i wiolonczelista wykonywał szeroki repertuar, od muzyki dawnej po współczesną. W latach 50. jako jeden z pierwszych zaczął wykonywać muzykę barokową, dokonał nagrań płytowych utworów twórców tego okresu. Podczas pobytu w Jugosławii dokonał w tym kraju premierowych wykonań dzieł takich kompozytorów jak Paul Hindemith, Samuel Barber, György Ligeti, Krzysztof Penderecki czy Albert Roussel.